# Megyek a szívem után
A Megyek a szívem után, az Első Emelet együttes tizedik albuma, mely 2010-ben jelent meg és amin 20 év után vannak új dalok is. Az albumon 3 új dal mellett (magyarul és angolul) 2 régi dalt is áthangszerelt a csapat 2010-es hangzásra, továbbá egy a kiadáskor éppen aktuális karácsonyi számmal kívántak kellemes ünnepeket rajongóiknak.

## Az album dalai
1. "Megyek a szívem után" (3:10)
2. "Ma van a te napod!" (3:22)
3. "Egy pohárral még" (4:16)
4. "Follow the Day" (3:09)
5. "Get Away" (3:22)
6. "Sentimental Lies" (4:14)
7. "Boldog karácsonyt" (3:21)
8. "Angyali vallomás 2010" (3:19)
9. "A film forog tovább 2010" (3:57)

## Közreműködött
- Berkes Gábor – billentyűs hangszerek, vokál
- Patkó Béla – ének
- Kisszabó Gábor – basszusgitár, gitár, vokál
- Tereh István – vokál, ütőhangszerek[1]